# Aeroportul Richard I. Bong
Aeroportul Richard I. Bong (IATA: SUW, ICAO: KSUW, FAA LID: SUW) este un aeroport din Wisconsin, Statele Unite ale Americii ce deservește zona Superior. Aeroportul a fost tranzitat în 2017 de 4 pasageri.
Situat la o altitudine de 205 m, aeroportul dispune de 2 piste.

## Infrastructură

### Piste
Aeroportul dispune de 2 piste. Pista 04/22 are suprafața de asfalt și dimensiunile 5.100 picioare × 75 picioare. Pista 14/32 are suprafața de asfalt și dimensiunile 4.001 picioare × 75 picioare. 